# Paul Goldschmidt
Paul Edward Goldschmidt (nascido em 10 de setembro de 1987), apelidado de "Goldy", é um jogador profissional de beisebol que atua como primeira base pelo St. Louis Cardinals da Major League Baseball (MLB). Fez sua estreia na MLB com o Arizona Diamondbacks em 2011. Antes de jogar profissionalmente, Goldschmidt jogou beisebol pela The Woodlands High School e Texas State Bobcats.
Após jogar pela Texas State, os Diamondbacks o selecionaram na oitava rodada do draft da MLB de 2009. Cresceu nas ligas menores, entrando para as grandes ligas em 1º de agosto de 2011. Os Diamondbacks o negociaram com os Cardinals após a temporada de 2018.
Goldschmidt foi convocado seis vezes para o All-Star Game. Liderou a National League em home runs e RBIs durante a temporada de 2013. Venceu os prêmios Hank Aaron Award, Gold Glove Award e Silver Slugger Award da  National League (NL) . Goldschmidt foi também vice-campeão do prêmio de MVP da NL da MLB em 2013 e 2015.